# Rustam

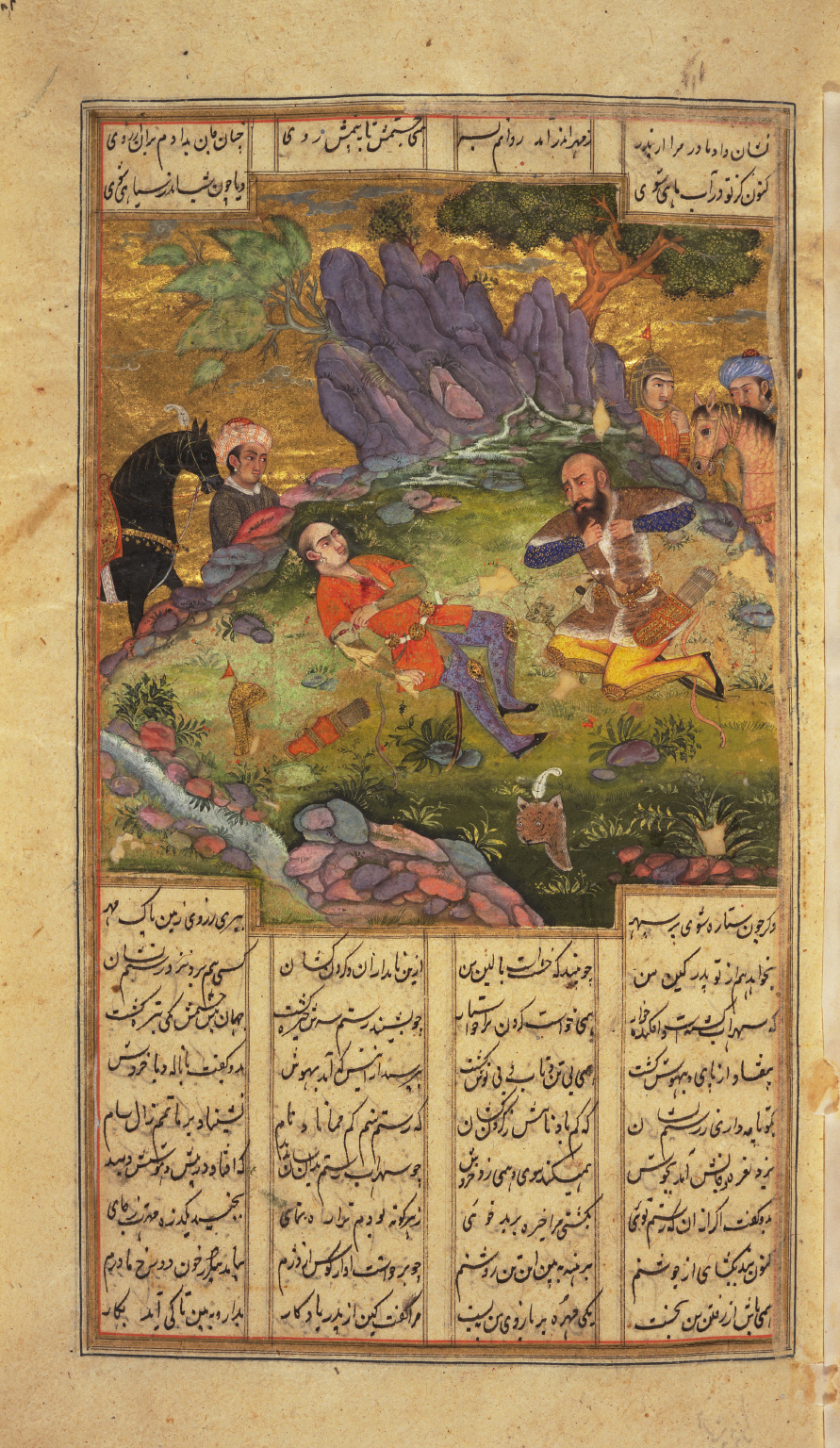
Rustam oplakává svého syna Sóhraba, perská ilustrace k Šáhnáme ze 17. století

Rustam je hrdina z perské mytologie, hlavní postava eposu Šáhnáme. Je synem vládce Sístánu Zála a kábulské princezny Rúdábe, vnukem Sáma, bratrem Zaváry a nevlastním bratrem Šagáda. Vedl velmi dlouhý život během kterého se na trůně Íránu vystřídalo mnoho králů. Příběh o Rustamovi má nejspíše sacký původ a plně se snad rozvinul v období Parthské říše. Jarsanisté považují Rustama společně se Zálem a Símurghem za jedno z vtělení Božího světla, jezídové tyto postavy a navíc kováře Kávu zase považují za vtělení Meleka Táúse. Po Rustamovi je pojmenován skalní momument Nakš-e Rustam nedaleko perského Stachru a Tacht-e Rustam „Rustamův trůn“, buddhistická stúpa a klášter v Samanghánu, v dnešním severním Afghánistánu.

## Život
Rustam se narodil jako syn Zála a Rudábe. Jeho matka během porodu trpěla nesnesitelnými bolestmi a musela být zachráněna zásahem ptáka Símurgha. Chlapec rostl pozoruhodnou rychlostí a už v deseti letech přemohl na dvoře šáha Mahučehra, kde byl vychován, bílého slona který zdivočel. Také zkrotil koně Rachše, s kterým pak vykonal sedm hrdinských činů jako bylo porážka draka, pairiky-čarodějnice nebo různých daévů-démonů, z nichž jeden uvěznil šáha kaje Kávu. Bojoval také na straně Íránu proti Túránu a jeho králi Afrásijábovi.
Při jedné z výprav proti Túránu Rustam ztratil svého koně a při jeho hledání se dostal do města Samanghán, v dnešním severním Afghánistánu, kde se zamiloval do princezny Tahminé. Před svým návratem do Íránu princezně daruje svůj pečetní amulet, aby jej později předala jejich dítěti. Poté Tahminé porodila syna, který vynikal silou a vyspělostí, pojmenoval jej Sóhrab. Když chlapec dospěl rozhodl se svrhnout káje Káva a dosadit na trůn Íránu vlastního otce, v důsledku intrik Afrasijába se však nevědomky postavil právě svému otci a byl jím zabit.
Rustam se také střetl s hrdinou Isfandijárem, synem Guštáspy. Protože mu však během souboje docházely síly a byl pokryt hlubokými ranami musel požádat požádat svého otce, který povolal ptáka Símurgha. Símurgh nejdříve poukázal na Isfandijárův božský původ a podivil se proč s ním Rustam bojuje, ale poté začal hrdinovi i jeho koni léčit rány. Isfandijár však byl díky Zarathuštrově požehnání nezranitelný a může zabit jen zvláštním šípem střeleným mezi oči, což Símurgh Rustamovi přes svůj nesouhlas se soubojem prozradil. Rustam před konečným úderem nabídl protivníkovi smír, ten jej však, stále přesvědčený o své nezranitelnosti odmítl.
Posledním ze sedmi Rustamových hrdinských činů bylo zabití několika daévů v Mázandaránu, jako byl Arjang, Akván nebo Dév-e spéd „bílý daéva“. Poslední z nich věznil kaje Kobáda,  a špatného zacházení vedlo k tomu že Kobád ztratil zrak a tak Rustam daévu zabije a nechá skanout tři kapky jeho krve do králových očí aby jej vyléčil. Daéva Akván zase útočil na královská stáda koní a tak kaj Chusrav poslal pro Rustama aby démona porazil. Nakonec Rustam padl do pasti naplněné noži připravené jeho nevlastního bratra Šaghádem a králem Zábulistánu, před svou smrtí však ještě Šagháda zabil.